# Rudolph von Gundlach
Rudolph Bernhard von Gundlach (* 12. Juli 1808 in Torriesdorf, heute Torisdorf, Ortsteil von Siemz-Niendorf; † 23. August 1870 in Groß Grönau) war ein deutscher Gutsbesitzer und Abgeordneter.

## Leben
Geboren als jüngster Sohn des Erbherrn auf Torriesdorf Gottlieb August von Gundlach, verstorben 1862, und dessen Frau Sophie Friederike, geb. Seeler, entstammte Rudolph von Gundlach dem Haus Torriesdorf des briefadeligen Geschlechts von Gundlach, das 1839 in den mecklenburgischen Adel rezipiert wurde.
Er besuchte das Katharineum zu Lübeck bis zum Abitur Michaelis 1828 und studierte Rechtswissenschaften, zuerst an der Universität Berlin, dann ab 1830 an der Universität Heidelberg.

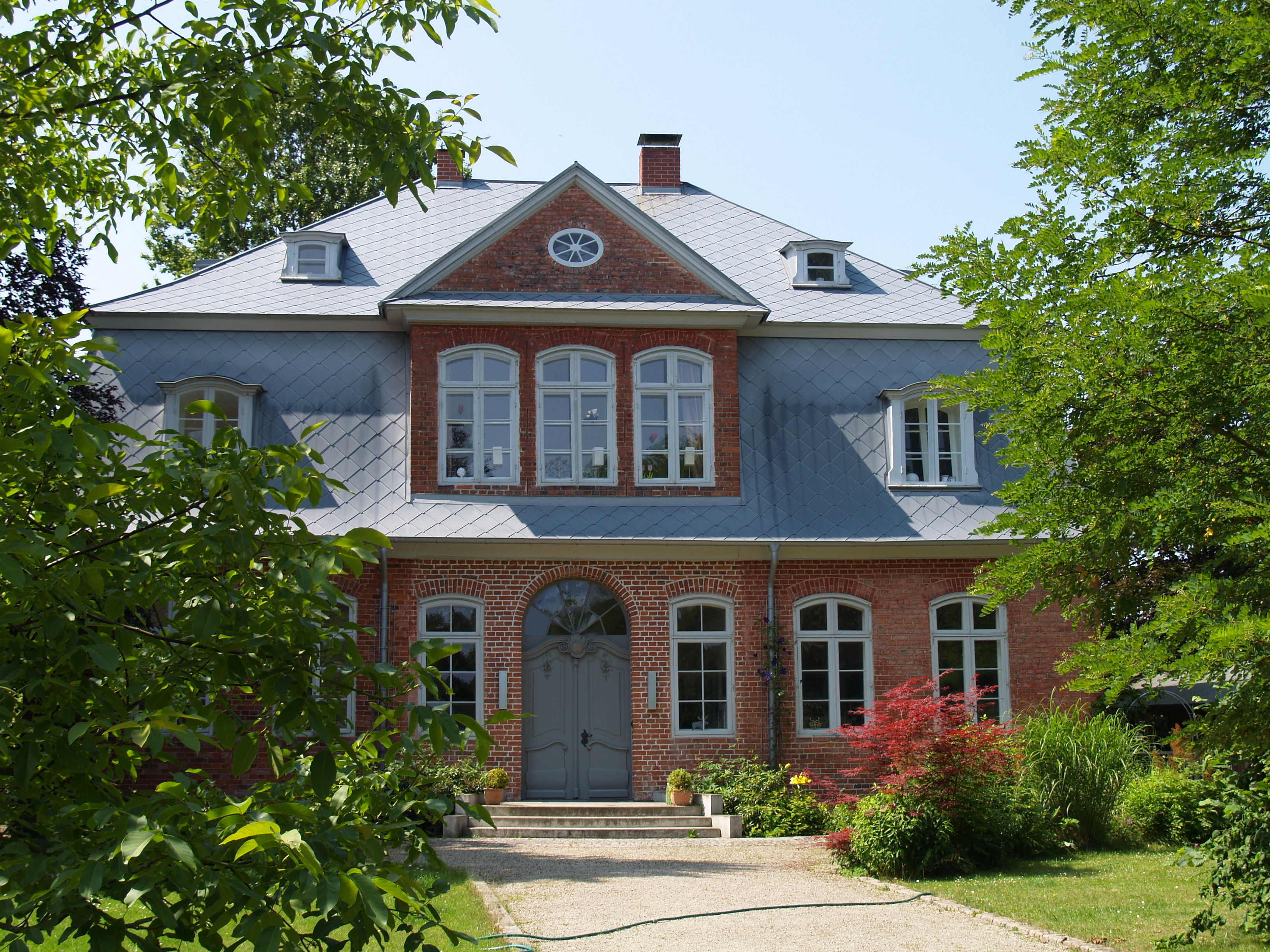
Fürstenhof (2013)

1838 erwarb er mit seinem Bruder den Fürstenhof in Groß Grönau, unmittelbar südlich von Lübeck im Herzogtum Lauenburg gelegen, das seit 1816 zum Dänischen Gesamtstaat gehörte. Der Hof hatte einst Herzog Franz Erdmann und seiner Witwe Sibylle Hedwig gehört und daher seinen Namen, war aber durch zahlreiche Hände gegangen und vom Landbesitz her recht klein. Obwohl es ein Freigut war, war es nicht landstandsfähig und zählte zu den Höfen statt zu den Gütern des Herzogtums.
Bei den ersten allgemeinen Wahlen im März/April 1849 wurde Gundlach im 4. Wahldistrikt, der neben dem Flecken Groß Grönau das Dorf Klein Sarau, Dorf Holstendorf, Dorf Kählstorf, Dorf Klempau, Vorwerk Klempau, Dorf Krummesse, Dorf Groß Berkenthin, Gr. Klein Berkenthin, Klein Berkenthin (herrschaftlicher Anteil), Dorf Groß Disnack, Dorf Kühsen, Dorf Anker, Dorf Lankau, Gericht Tüschenbek, Gericht Schenkenberg, Gericht Kulpin sowie das Gericht Rondeshagen umfasste, zum Abgeordneten der Lauenburgischen Landesversammlung gewählt. Die Landesversammlung war das kurzlebige Parlament des Herzogtums Lauenburg innerhalb des Dänischen Gesamtstaates mit Sitz in Ratzeburg. Es vertagte sich im November 1851 und wurde 1853 durch das Landesherrliche Patent vom 20. Dezember 1853 betreffend die innere Verfassung des Herzogtums Lauenburg aufgehoben, das den Sieg der Reaktion festschrieb.
An die Stelle der Landesversammlung trat die erneuerte Ritter- und Landschaft mit insgesamt nur noch 15 Vertretern. Gundlach wurde 1854 im Wahlbezirk 1: Ratzeburg als einer der fünf Vertreter der bäuerlichen Grundbesitzer auch in dieses Gremium gewählt und 1860 wiedergewählt.
Nach dem Deutsch-Dänischen Krieg 1864 übernahmen Preußen und Österreich in einem Kondominium die Herrschaft in Lauenburg, bis Österreich im Vertrag von Gastein vom 14. August 1865 dem König von Preußen das Herzogtum Lauenburg gegen eine Zahlung von 2,5 Millionen Taler überließ. Am 26. September 1865 kam es zur Erbhuldigung der lauenburgischen Ritter- und Landschaft. In der Ratzeburger St.-Petri-Kirche schwörten die lauenburgischen Vertreter, darunter auch Rudolph von Gundlach, dem persönlich anwesenden König Wilhelm I. als ihrem Herzog die Treue. Das Herzogtum war damit mit der preußischen Monarchie in Personalunion verbunden.

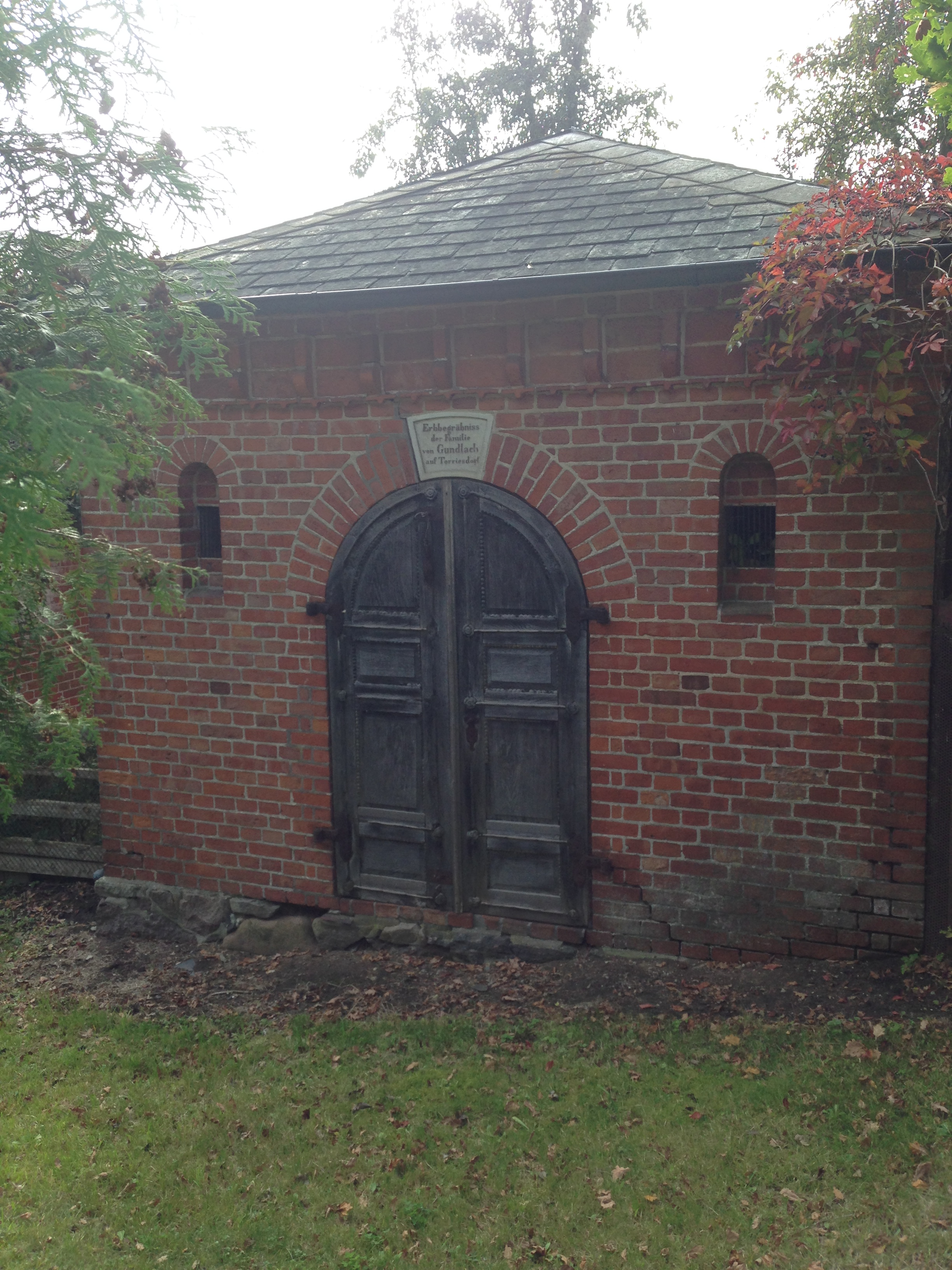
Mausoleum

Rudolph von Gundlach starb unverheiratet 1870 im Alter von 62 Jahren und wurde im Familienmausoleum auf dem Alten Friedhof in Schönberg (Mecklenburg) beigesetzt. Einer seiner Nachfolger auf Gut Torisdorf wurde der Landrat, Klosterhauptmann zu Malchow und Gutsbesitzer auf Hinrichsberg, Emil Friedrich von Gundlach (1840–1923) und dann wiederum dessen ältester Sohn, der Landtagsabgeordnete Bodo von Gundlach (1868–1929). Torisdorf war ein Allodialgut und hatte um 1900 eine Größe von 429 ha.

## Auszeichnungen
- Roter Adlerorden, 4. Klasse (1865)